# Campeão Eterno
O mito do Campeão Eterno é uma criação fictíca do autor Michael Moorcock e é uma característica recorrente em muitas de suas obras. Provavelmente, a encarnação mais famosa do campeão eterno é Elric de Melniboné. 
Na concepção de Moorcock, o Multiverso, que consiste em diversos universos, muitas camadas de dimensões, esferas, e mundos alternativos, é o lugar onde ocorre a eterna luta entre a Lei e o Caos (que, em outros ambientes ficcionais, como por exemplos os Universos Marvel ou DC Comics, são tratados como "Ordem e Caos"), as duas forças principais de mundos moorcockianos. Em todas estas dimensões e mundos, estas forças guerreiam constantemente pela supremacia. Mas a vitória da Lei ou do Caos seria desastrosa para a humanidade, pois a prevalescência de um sobre o outro significaria extinção para o lugar onde isto acontecesse. Daí que conseqüentemente o Destino necessita atuar para que se alcance o equilíbrio. 
O Campeão Eterno, um herói que existe em todas as dimensões, tempos e mundos, é aquele escolhido pelo Destino para lutar pelo Equilíbrio - mas ele frequentemente não sabe de seu papel, ou, ainda pior, luta contra ele, nunca vencendo. Todos as encarnações do Campeão eterno são faces de cada um reciprocamente, e o Campeão pode também encarnar como o Companheiro a outros de suas encarnações, ou como o Campeão para uma força oposta (não está absolutamente certo se alguns dos Consortes dos Campeões, têm sido eles mesmos encarnações do campeão). Algumas das encarnações do Campeão Eterno incluem:
·	Jherek Carnelian
·	Jerry Cornelius 
·	Corum Jhaelen Irsei (um anagrama de Jeremiah Cornelius, melhor conhecido como Jerry) 
·	Elric de Melniboné 
·	Erekosë,  -  John Daker - , o aspecto do Campeão que se lembra de suas vidas passadas. 
·	Dorian Hawkmoon
·	Ulrich von Bek e alguns de seus descendentes.
·	Gaynor O Maldito, Campeão do Caos (e especialment de Xiombarg, Rainha das Almas) 
Moorcock também já comentou que várias figuras míticas também seriam versões do Campeão Eterno, entre eles o Rei Arthur e o aventureiro grego Ulisses, Rei de Ítaca e herói da Guerra de Tróia.